# مرتضی قریب
مرتضی قریب معروف به (به انگلیسی: Mory Gharib) استاد انستیتو تکنولوژی کالیفرنیا (CalTech) است. وی عضو هیئت علمی مهندسی مکانیک دانشگاه کلتک آمریکا است.
دکتر قریب عضو آکادمی ملی مهندسی آمریکا (NAE)، عضو فرهنگستان هنر و علوم آمریکا، عضو آکادمی ملی مخترعین (NAI)، عضو انجمن آمریکایی پیشرفت علم (AAAS)، عضو انجمن فیزیک آمریکا (APS)، عضو انجمن تست مواد آمریکا (ASME)، عضو آکادمی بین‌المللی مهندسی پزشکی و زیستی (AIMBE) و عضو افتخاری بنیاد دانش‌آموختگان و دوستداران دانشکده فنی در آمریکا (FRF) است. او همچنین دارای ۵ جایزه از تکنولوژی ناسا در زمینه تصویربرداری پیشرفته از لیزر و فناوری نانو است.
دکتر قریب معاون تحقیقات هانس لیپمن و استاد هوانوردی و دارای مهندسی پزشکی زیستی در مؤسسه فناوری کالیفرنیا است. او فارغ‌التحصیل لیسانس مهندسی مکانیک در سال ۱۹۷۵ از دانشگاه تهران، فوق لیسانس همین رشته در دانشگاه سیراکیوز و دکترای هوانوردی در سال ۱۹۸۳ از دانشگاه کلتک است.
وی تا کنون برنده جایزه علمی زیادی از جمله جایزه دینامیک سیالات در سال ۲۰۱۵ شده‌است.

## پژوهش‌ها
دکتر قریب در زمینه دینامیک گردابه، برهم‌کنش ساختار جریان، کنترل جریان، دینامیک سیالات قلبی عروقی تخصص دارد. او اولین بار به معرفی تکنیک‌های دیجیتال سنجش سرعت ذرات (PIV) پرداخت و در سال ۱۹۹۲ در مقاله خود با تکنیک دیجیتالی سنجش سرعت ذرات به تأثیر آنها در مکانیک سیالات پرداخت و آن مقاله دارای بیشترین ارجاع در journal of Experiments in Fluids بوده است. یکی دیگر از مقاله‌های وی در مورد دینامیک سیالات گردابه در سال ۱۹۹۸ در کشف یک مقیاس زمانی برای شکل‌گیری حلقه گردابه است که یک کاربرد مهم آن در تشخیص سلامت قلب است. این مقالهٔ وی، به عنوان مقاله مهم سال در مجموعه مقالات آکادمی ملی علوم در سال ۲۰۰۶ منتشر شد.
وی هم‌چنین در سال ۲۰۱۵ موفق به دریافت جایزه دینامیک سیالات که سالانه توسط انجمن فیزیک آمریکا اعطا می‌شود، شد.